# Lelapia antiqua
Lelapia antiqua är en svampdjursart som beskrevs av Arthur Dendy och Frederick 1924. Lelapia antiqua ingår i släktet Lelapia och familjen Lelapiidae.
Artens utbredningsområde är havet kring Australien. Inga underarter finns listade i Catalogue of Life.